# Ezio Gribaudo
Ezio Gribaudo (Torino, 10 gennaio 1929 – Torino, 18 luglio 2022) è stato un artista, editore e grafico italiano.

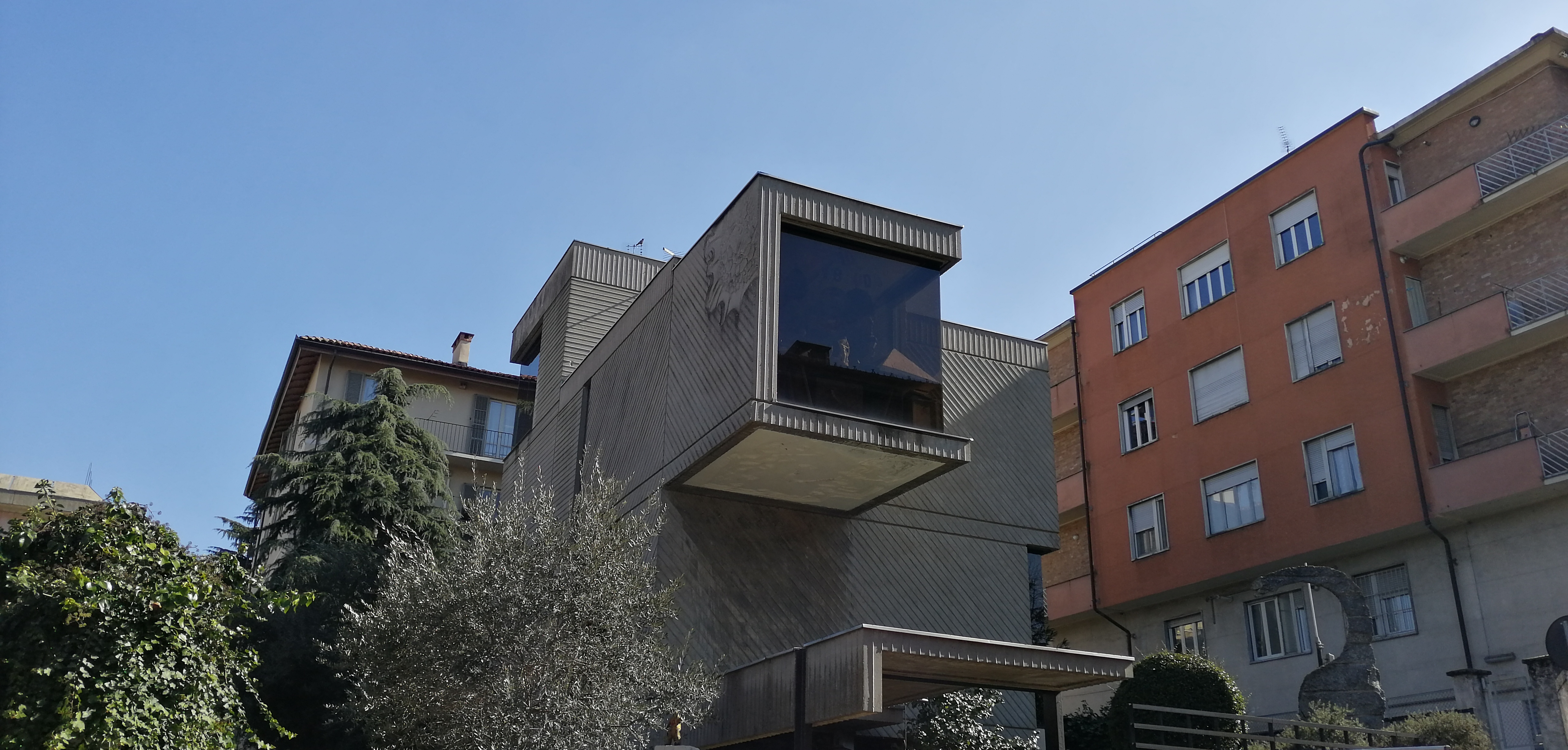
La casa-studio di Ezio Gribaudo nel quartiere Borgo Po (Via Giuseppe Biamonti, 15/B), progettata con Andrea Bruno.

Dal 1966 al 1990, sotto Fratelli Fabbri Editori, pubblicò monografie di trentaquattro artisti con i quali collaborò direttamente, tra cui Marc Chagall, Giorgio de Chirico, Lucio Fontana, Pablo Picasso, Peggy Guggenheim, Joan Miró, Henry Moore, Francis Bacon, Fernando Botero, Alberto Burri, Marcel Duchamp, Renato Guttuso, Giacomo Manzù.
Le sue opere da artista sono esposte in musei quali il Museum of Modern Art di New York, la Peggy Guggenheim Collection e Ca’ Pesaro di Venezia, il Musée des Arts Décoratifs di Parigi, il Petit Palais Musée d’Art Moderne di Ginevra, la Národní galerie v Praze, la Galleria Nazionale d’Arte Moderna e Contemporanea di Roma, l’Accademia Albertina di Belle Arti e il Museo Nazionale del Risorgimento Italiano, entrambi a Torino, la Galleria d’Arte Moderna di Spoleto, l’Accademia di Belle Arti di Catania.

## Biografia
Dal 1949 al 1952 studiò arte grafica presso l'Accademia di Brera e la Facoltà di architettura del Politecnico di Torino.
Nel 1976 organizzò una mostra della Peggy Guggenheim Collection alla Galleria Civica d'Arte Moderna e Contemporanea di Torino. Nello stesso anno progettò con Andrea Bruno il proprio studio a Torino, nel quartiere Borgo Po. Nel 1978 si occupò della mostra di Jean Dubuffet alla Promotrice delle Belle Arti (Torino) per la FIAT.
Dal 2003 al 2005 fu presidente dell'Accademia Albertina di Torino, di cui restò poi presidente onorario.

### Morte
I funerali ebbero luogo il 21 luglio 2022 presso la Chiesa della Gran Madre di Dio, a Torino, con sepoltura nella tomba di famiglia presso il Cimitero zonale di Sassi.

## Riconoscimenti
- 1966 - XXXIII Esposizione Internazionale d'Arte di Venezia: premio per la grafica
- 2003 - Premio Pannunzio
- 2003 - Medaglia d'Oro ai Benemeriti della Cultura e dell'Arte (dal Presidente della Repubblica Italiana Carlo Azeglio Ciampi nel Palazzo del Quirinale)
- 2003 - medaglia d'oro della Città di Torino
- 2008 - medaglia di Accademico d'Onore dell'Accademia Albertina di Belle Arti
- 2016 - IIC Lifetime Achievement Award (premio dell'Istituto Italiano di Cultura alla carriera)

## Filmografia
- Ezio Gribaudo - La bellezza ci salverà, regia di Alberto Bader; documentario presentato al trentottesimo Torino Film Festival (2020)